# Aleksandr Jegorow (polityk)
Aleksandr Nikołajewicz Jegorow (ros. Алекса́ндр Никола́евич Его́ров, ur. 1904 w Moskwie, zm. 17 kwietnia 1988 tamże) – radziecki polityk, I sekretarz KC Komunistycznej Partii Karelo-Fińskiej Socjalistycznej Republiki Radzieckiej w latach 1950-1955.
W latach 1920–1921 w Armii Czerwonej, od 1921 w RKP(b), 1923-1926 słuchacz fakultetu robotniczego, a 1926-1931 studiował w Instytucie Czerwonej Profesury. Pracował w moskiewskim komitecie RKP(b), 1932 kierownik wydziału kultury i propagandy Komitetu Zakładowego WKP(b) w Stalingradzie, 1932-1936 zajmował analogiczne stanowisko w miejskim komitecie WKP(b) w Saratowie, 1936-1937 kierownik wydziału propagandy, agitacji i prasy Komitetu Obwodowego WKP(b) w Jarosławiu, następnie kierownik wydziału oświaty w obwodowym komitecie wykonawczym i zastępca przewodniczącego obwodowego komitetu wykonawczego w tym mieście. 1941–1942 sekretarz Komitetu Obwodowego WKP(b) w Jarosławiu, 1942-1943 II sekretarz Komitetu Obwodowego WKP(b) w tym mieście, 1943-1944 II sekretarz Komitetu Obwodowego WKP(b) w Woroneżu, 1944–1946 I sekretarz Komitetu Miejskiego WKP(b) w Czernikowie w Baszkirii, 1946-1950 I sekretarz Komitetu Obwodowego WKP(b) w Briańsku. Od 26 września 1950 do 15 sierpnia 1955 I sekretarz KC Komunistycznej Partii Karelo-Fińskiej SRR. Od 14 października 1952 do 14 lutego 1956 członek KC KPZR. 1955-1961 zastępca przewodniczącego Obwodowego Komitetu Wykonawczego w Omsku. Deputowany do Rady Najwyższej ZSRR od 2 do 4 kadencji. Pochowany na Cmentarzu Kuncewskim.

## Odznaczenia
- Order Czerwonego Sztandaru Pracy
- Order Wojny Ojczyźnianej I klasy
- Order „Znak Honoru”